# GP Denain 2011
De 53e editie van de wielerwedstrijd GP Denain werd gehouden op 14 april 2011. De start en finish vonden plaats in Denain. De wedstrijd maakte deel uit van de UCI Europe Tour 2011, in de categorie 1.HC.

## Uitslag
| GP Denain 2011 (199 km) |                     |                              |          |
| Plaats                  | Naam                | Ploeg                        | tijd     |
| Winnaar                 | Jimmy Casper        | Saur-Sojasun                 | 4u33'37" |
| 2                       | Romain Feillu       | Vacansoleil-DCM              | z.t.     |
| 3                       | Aidis Kruopis       | Landbouwkrediet              | z.t.     |
| 4                       | Leigh Howard        | HTC-Highroad                 | z.t.     |
| 5                       | Denis Flahaut       | Roubaix Lille Métropole      | z.t.     |
| 6                       | Danilo Napolitano   | Acqua & Sapone               | z.t.     |
| 7                       | Robert Hunter       | RadioShack                   | z.t.     |
| 8                       | Nacer Bouhanni      | Groupama-FDJ                 | z.t.     |
| 9                       | Fabien Bacquet      | BigMat-Auber 93              | z.t.     |
| 10                      | Michael Van Staeyen | Topsport Vlaanderen-Mercator | z.t.     |

1959 · 1960 · 1961 · 1962 · 1963 · 1964 · 1965 · 1966 · 1967 · 1968 · 1969 · 1970 · 1971 · 1972 · 1973 · 1974 · 1975 · 1976 · 1977 · 1978 · 1979 · 1980 · 1981 · 1982 · 1983 · 1984 · 1985 · 1986 · 1987 · 1988 · 1989 · 1990 · 1991 · 1992 · 1993 · 1994 · 1995 · 1996 · 1997 · 1998 · 1999 · 2000 · 2001 · 2002 · 2003 · 2004 · 2005 · 2006 · 2007 · 2008 · 2009 · 2010 · 2011 · 2012 · 2013 · 2014 · 2015 · 2016 · 2017 · 2018 · 2019 · 2020 · 2021 · 2022 · 2023 · 2024 · 2025